# Iván Daniel Alonso Vallejo
Iván Daniel Alonso Vallejo, conegut amb el nom d'Iván Alonso, (Montevideo (Uruguai), 10 d'abril de 1979) és un exfutbolista uruguaià amb nacionalitat espanyola que jugà de davanter. El seu últim club fou el River Plate.

## Carrera esportiva
Va iniciar la seva carrera professional com a futbolista al River Plate de Montevideo l'any 1998. Dos anys més tard, va fer el salt a Europa en fitxar per l'Alavés, on va jugar 4 temporades, i on va arribar a jugar la final de la Copa de la UEFA l'any 2001, en la seva primer temporada al club vitorià. L'any 2004, amb l'equip basc a la categoria de plata, el jugador no renova contracte i se'n va al Reial Múrcia CF on s'estarà 4 temporades i mitja, abans de fitxar pel RCD Espanyol el gener de 2009, en un moment de greu crisi esportiva del club català, i amb el qual aconseguiria mantenir la categoria.